# HD 198237
HD 198237，又名BD+45 3275，SAO 50060、HR 7966，是一颗恒星，视星等为6.4，位于銀經85.16，銀緯1.37，其B1900.0坐标为赤經20h 43m 54.9s，赤緯+45° 1.37′ 44″。